# پکوا
پکوا (به لاتین: Pekua) یک منطقهٔ مسکونی در بنگلادش است که در ناحیه کاکس‌بازار واقع شده‌است.